# 墨属德克萨斯

1821年墨西哥第一帝国地图

墨属德克萨斯（英語：Mexican Texas）是指1821年至1836年之间墨西哥統治下的德克萨斯時期。1810年，墨西哥独立战争爆發，1821年，墨西哥擺脫西班牙統治並获得独立。最初，墨西哥統治德克萨斯的方式与西屬德克薩斯类似。
1821年，墨属德克萨斯约有3500名外來定居者，他們主要集中在圣安东尼奥和灣堡。1822年，史蒂芬·奧斯丁以及老三百人來到布拉索斯河沿岸定居。墨西哥当局為增加德克萨斯外來定居者的人数，于1824年颁布了《一般殖民法》，該法規定不论种族、宗教或其他身份，任何移民都能在墨西哥获得土地。此後大量來自美國南部的美國公民移民至德克薩斯，他們還把奴隸制引入德克薩斯。
1830年4月6日，墨西哥通過一項法律，禁止美国公民进一步移民至德克薩斯。墨西哥政府在德克薩斯设立了几个新的总督府，以监督移民和海关的所作所為。愤怒的移民在1832年召开了1832年议会，要求墨西哥當局允许美国公民移民至德克薩斯。虽然墨西哥採取措施来試圖安抚移民，但墨西哥總統安东尼奥·洛佩斯·德·桑塔·安纳将墨西哥从联邦制国家转变为中央集权制国家，導致德克萨斯的美國移民發動起義。
1832年6月26日，貝拉斯科之戰爆發。1836年3月2日，德克萨斯人宣布脱离墨西哥独立。1836年4月21日，墨西哥總統安东尼奥·洛佩斯·德·桑塔·安纳在圣哈辛托战役中被德克萨斯人俘虏，得克萨斯革命结束。雖然德克薩斯宣布獨立，成立德克萨斯共和国，但墨西哥拒絕承認德克薩斯為新國家。直至1848年美墨戰爭墨西哥戰敗，墨西哥才放棄對德克薩斯的主權要求。